# Baccharis aphylla
Baccharis aphylla là một loài thực vật có hoa trong họ Cúc. Loài này được (Vell.) DC. mô tả khoa học đầu tiên năm 1836.